# Chiesa di Maria Santissima Immacolata (Santa Venerina)
La chiesa di Maria Santissima Immacolata di Linera (spesso denominata "chiesa vecchia") è un edificio religioso di Santa Venerina (CT), che si trova nella frazione di Linera.

## Storia
Nel 1815 don Giovanni Roncisvalle e la moglie Rosa Fugali Agostino, originari di Aci San Filippo, vollero costruire una chiesa nella loro proprietà nei pressi del torrente grande, sulla strada provinciale per Santa Venerina. Don Mariano Leonardi, rappresentante dell'arcivescovo di Catania, la benedisse e la dichiarò aperta al culto l'8 giugno 1815; nel mese di ottobre dello stesso anno re Ferdinando I di Borbone la rese pubblica. Il 22 agosto 1818 fu dichiarata chiesa parrocchiale filiale per Linera della chiesa madre Maria Santissima Annunziata di Acireale, oggi cattedrale, e dedicata a Santa Maria del Lume. Successivamente venne elevata a sede vicariale da cui dipendeva un vasto territorio e chiese della pertinenza del bosco di Jaci. Il terremoto del 1879 distrusse la chiesa che venne prontamente ricostruita negli anni successivi ma privata della navata laterale dedicata a Maria Santissima della Purità. Nel 1890 con il trasferimento della sede parrocchiale, assunse il titolo di Maria Santissima Immacolata. Nuovamente danneggiata dal terremoto del 1914 venne ricostruita soltanto nel 1924. Nel 1995 la curia vescovile di Acireale mise a disposizione gli ampi locali della chiesa alla comunità "Giovanni XXIII" di Don Oreste Benzi.

## Descrizione
Nella chiesa si potevano ammirare tele di particolare pregio ed un imponente lampadario centrale in metallo, che successivamente sono stati trasferiti o alienati.
Descrizione dell'edificio da parte della Soprintendenza ai Beni Ambientali e Architettonici della Sicilia Orientale:

"La chiesa ha prospetto principale incompiuto, Da un alto basamento lavico, reso recentemente ancora più alto in seguito all'abbassamento della sede stradale prospiciente, si dipartono coppie di lesene  in muratura che definiscono lateralmente il fronte principale, coronato in alto da un timpano triangolare con cornicioni lievemente aggettanti. Il portale d'ingresso, architravato e la soprastante finestra rettangolare non hanno rilievo architettonico, e sono posti in asse alla facciata. All'interno la chiesa ha unica navata con abside semicircolare; è coperta a volte a botte, lunettata in sei punti per consentire l'apertura di altrettante finestre che danno luce all'interno. Sono annessi alla chiesa locali adibiti a sacrestia e a canonica".